# Chevrolet Corvette C6.R
Chevrolet Corvette C6.R é um carro de corrida construído pela Pratt & Miller e a General Motors para a competição em corridas de endurance. Foi destinado a ser um substituto para o protótipo bem sucedido Chevrolet Corvette C5-R, aplicando o estilo de carroceria da nova geração do Chevrolet Corvette C6, bem como melhorias para aumentar a velocidade e confiabilidade na pista. Desde sua estréia em 2005, continuou obtendo domínio na sua categoria, como seu antecesor C5-R havia feito, entre eles os campeonatos da: American Le Mans Series, FIA GT, e as 24 Horas de Le Mans.